# قمالة (إب)

تعديل مصدري - تعديل

قمالة هي إحدى قرى عزلة ريمان بمديرية إب التابعة لمحافظة إب، بلغ تعداد سكانها 521 نسمة حسب تعداد اليمن لعام 2004.